# Francisco Valls (cantante lírico)
Francisco Javier Valls Santos (n. Manises; 20 de abril de 1955) es un cantante lírico (bajo y barítono) español. 
Ha sido solista de la Ópera de Viena (1982-1987) y primer barítono de la Ópera de Maguncia (1988-1990). 
Se caracteriza por una voz aterciopelada y una gran desenvoltura en los papeles dramáticos y bufos.

## Biografía
Francisco Valls inició sus estudios de canto en la Escuela Superior de Canto de Madrid,
y en 1979 obtuvo una beca de la Fundación Humboldt Archivado el 1 de diciembre de 2020 en Wayback Machine. que le permitió perfeccionar sus estudios escénicos y de canto en la Musikhochschule de Viena.
Desde 1982 a 1987 fue solista en la Ópera de Viena, en las producciones Macbeth, Rigoletto, Arabella, Andrea Chénier, La Traviata y La Gioconda, entre otras; cantando junto a artistas como Plácido Domingo, José Carreras, Franco Bonisolli, Francisco Araiza, Montserrat Caballé, Eva Marton, Ghena Dimitrova, o Fiorenza Cossotto, y bajo la dirección de 
Claudio Abbado, Ádám Fischer, Riccardo Chailly, Lorin Maazel, Giuseppe Patanè, Horst Stein, Hans Graf, Niksa Bareza, Charles Mackerras y otros. 
Entre 1987 y 1988 cantó el papel de Decano en la ópera Wolf Dietrich de Gerhard Wimberger en el Festival de Salzburgo (Austria), e interpretó el papel de Krušina en la ópera La novia vendida de Bedřich Smetana en el Landestheater de Salzburgo.
Entre 1988 y 1990 estuvo contratado como primer barítono en la Ópera de Maguncia (Alemania), para las obras Aída, Nabucco, Trovador, Fidelio y Lohengrin.
Debutó con el papel de Ping en Turandot junto a Ghena Dimitrova y bajo la dirección de Jorge Rubio en el XXIV Festival de Ópera de Las Palmas de Gran Canaria (1991), y representó de nuevo este papel en el XXI Festival de Ópera de Tenerife (1992) y el XLIV Festival Pucciniano de Torre del Lago (1998). 
Debutó con el papel de Bartolo de El Barbero de Sevilla junto a Carlos Álvarez y Robert Blake en el XXVI 
Festival de Ópera de Santa Cruz de Tenerife (1997), y volvió a interpretarlo en 2002 junto a Nancy Fabiola Herrera e Ismael Jordi en la Ópera de las Américas de Santo Domingo (República Dominicana), y posteriormente en el Festival de Ópera de Lecco (Italia), el Teatro de La Valetta (Malta) y otros.
Interpretó el papel de Dulcamara en la ópera Elixir de Amor en la Ópera de Hamilton (Canadá) en 2001
Ha representado el papel de Falstaff en la ópera homónima en múltiples ocasiones, entre otras, en la Ópera de Besançon (Francia) 
y Ópera de Biena (Suiza)
Ha interpretado el Rigoletto en el Festival de Gars am Kamp (Austria), Ópera de Biena y Ópera de Rijeka (Croacia).
Ha cantado como invitado en diversos teatros de Europa (Zagreb, Liubliana, Belgrado, Rijeka, Rennes, Gante) y de España; entre otros, en el Teatro de la Zarzuela y Teatro Real de Madrid, Liceo de Barcelona y Palacio de la Música y Congresos de Valencia en numerosas ocasiones. 
Ha cantado conciertos de Lied, Oratorio y Ópera en la Musikverein y la Konzerthaus de Viena, y en diversos teatros y salas de concierto por todo el mundo.
Ha grabado para radio y televisión en Viena, Salzburgo, Bélgica, Alemania, Ex-Yugoslavia, España, Holanda y Puerto Rico.

## Discografía
- L' Euridice (1980) de Giulio Caccini, con Véronique Dietschy y Judith Mok. Dirigido por Rodrigo de Zayas. Grabado en Maison de la Culture, Rennes. Edición Arion.
- Andrea Chénier (1983) de Umberto Giordano, con José Carreras, Eva Marton, y Giorgio Zancanaro. Dirigido por Riccardo Chailly. Grabado en la Ópera de Viena.
- Te Deum (1988) de César Cano, con Isabel Rey. Dirigido por Manuel Galduf. Grabado en el Palacio de la Música y Congresos de Valencia.
- La Bien Amada (1995) de José Padilla, con María José Martos. Dirigido por Manuel Galduf. Grabado en el Palacio de la Música y Congresos de Valencia.
- Música Barroca Hispánica (1995). Edición Somagic.
- Concierto Conmemorativo. 40 años del Coro Universitario Sant Yago (2008). Música de Ralph Vaughan Williams. Dirigido por Ramón Ramírez. Grabado en el Palacio de la Música y Congresos de Valencia.

## Filmografía
- La Gioconda (enlace roto disponible en Internet Archive; véase el historial, la primera versión y la última). (1986). Música de Amilcare Ponchielli, libreto de Arrigo Boito,

con Plácido Domingo, Eva Marton, Ludmila Semtschuk, Kurt Rydl. Dirigido por Hugo Käch. Grabado en la Ópera de Viena.
- Un Ballo in Maschera (1987) de Giuseppe Verdi, con Dennis O'Neill, Adelaida Negri, Juan Pons y Fiorenza Cossotto. Dirigido por Uwe Mund. Grabado en el Liceo de Barcelona.